# Alessandro Cardelli
Alessandro Cardelli, född den 7 maj 1991, är en sanmarinsk politiker och han representerar kristdemokraterna. I oktober 2020 tillträdde han som en av San Marinos regerande kaptener, tillsammans med Mirko Dolcini, för sex månader. Till yrke är han en advokat och han valdes till det stora och allmänna rådet för första gången år 2012. Vid sitt tillträde, då han var 29 år gammal, blev han världens yngsta statschef.
Sedan 2016 har Cardelli varit gruppledare för sin partis parlamentariska grupp.